# Trematotrochus
Trematotrochus is een geslacht van koralen uit de familie van de Turbinoliidae.

## Soorten
- Trematotrochus corbicula (Pourtalès, 1878)
- Trematotrochus hedleyi Dennant, 1906